# John Payne (actor)
John Payne (n. 23 mai 1912, Roanoke⁠(d), Virginia, SUA – d. 6 decembrie 1989, Malibu, California, SUA) a fost un actor american de film.

## Filmografie completă
| An   | Titlu                        | Rol                                  | Note        |
| ---- | ---------------------------- | ------------------------------------ | ----------- |
| 1936 | Dodsworth                    | Harry McKee                          |             |
| 1937 | Hats Off                     | Jimmy Maxwell                        |             |
| 1937 | Fair Warning                 | Jim Preston                          |             |
| 1937 | Love on Toast                | Bill Adams                           |             |
| 1938 | College Swing                | Martin Bates                         |             |
| 1938 | Garden of the Moon           | Don Vincente                         |             |
| 1939 | Wings of the Navy            | Jerry Harrington                     |             |
| 1939 | Indianapolis Speedway        | Eddie Greer                          |             |
| 1939 | Kid Nightingale              | Steve Nelson, a.k.a. Kid Nightingale |             |
| 1939 | The Royal Rodeo              | Bill Stevens                         | Scurtmetraj |
| 1940 | Star Dust                    | Ambrose Fillmore, a.k.a. Bud Borden  |             |
| 1940 | King of the Lumberjacks      | James "Jim" / "Slim" Abbott          |             |
| 1940 | Tear Gas Squad               | Sergeant Bill Morrissey              |             |
| 1940 | Maryland                     | Lee Danfield                         |             |
| 1940 | The Great Profile            | Richard Lansing                      |             |
| 1940 | Tin Pan Alley                | Francis Aloysius "Skeets" Harrigan   |             |
| 1941 | The Great American Broadcast | Rix Martin                           |             |
| 1941 | Sun Valley Serenade          | Ted Scott                            |             |
| 1941 | Week-End in Havana           | Jay Williams                         |             |
| 1941 | Remember the Day             | Dan Hopkins                          |             |
| 1942 | To the Shores of Tripoli     | Chris Winters                        |             |
| 1942 | Footlight Serenade           | William J. "Bill" Smith              |             |
| 1942 | Iceland                      | Capt. James Murfin                   |             |
| 1942 | Springtime in the Rockies    | Dan Christy                          |             |
| 1943 | Hello, Frisco, Hello         | Johnny Cornell                       |             |
| 1945 | The Dolly Sisters            | Harry Fox                            |             |
| 1946 | Sentimental Journey          | William O. Weatherly                 |             |
| 1946 | The Razor's Edge             | Gray Maturin                         |             |
| 1946 | Wake Up and Dream            | Jeff Cairn                           |             |
| 1947 | Miracle on 34th Street       | Fred Gailey                          |             |
| 1948 | Larceny                      | Rick Mason                           |             |
| 1948 | The Saxon Charm              | Eric Busch                           |             |
| 1949 | El Paso                      | Clay Fletcher                        |             |
| 1949 | The Crooked Way              | Eddie Rice, a.k.a. Eddie Riccardi    |             |
| 1949 | Captain China                | Charles S. Chinnough / Capt. China   |             |
| 1950 | The Eagle and the Hawk       | Capt. Todd Croyden                   |             |
| 1950 | Tripoli                      | Lt. Presley O'Bannon                 |             |
| 1951 | Passage West                 | Pete Black                           |             |
| 1951 | Crosswinds                   | Steve Singleton                      |             |
| 1952 | Caribbean                    | Dick Lindsay / Robert MacAllister    |             |
| 1952 | Kansas City Confidential     | Joe Rolfe / Peter Harris             |             |
| 1952 | The Blazing Forest           | Kelly Hansen                         |             |
| 1953 | Raiders of the Seven Seas    | Barbarossa                           |             |
| 1953 | The Vanquished               | Rockwell (Rock) Grayson              |             |
| 1953 | 99 River Street              | Ernie Driscoll                       |             |
| 1954 | Rails Into Laramie           | Jefferson Harder                     |             |
| 1954 | Silver Lode                  | Dan Ballard                          |             |
| 1955 | Hell's Island                | Mike Cormack                         |             |
| 1955 | Santa Fe Passage             | Kirby Randolph                       |             |
| 1955 | The Road to Denver           | Bill Mayhew                          |             |
| 1955 | Tennessee's Partner          | Tennessee                            |             |
| 1956 | Slightly Scarlet             | Ben Grace                            |             |
| 1956 | Hold Back the Night          | Capt. Sam McKenzie                   |             |
| 1956 | Rebel in Town                | John Willoughby                      |             |
| 1956 | The Boss                     | Matt Brady                           |             |
| 1957 | Bailout at 43,000            | Maj. Paul Peterson                   |             |
| 1957 | Hidden Fear                  | Mike Brent                           |             |
| 1960 | O'Conner's Ocean             | Tom O'Conner                         | Film TV     |
| 1968 | They Ran for Their Lives     | Bob Martin                           |             |